# 黄色のコンセント
黄色のコンセント（きいろのコンセント）は、ワタナベエンターテインメント所属のお笑いコンビ。2005年6月、トークライブイベント「×～KAKERU～」でコンビ結成。

## メンバー
- 中村 豪（なかむら つよし　1975年3月22日 - ）

ツッコミ担当。石井康太とやるせなすとしても活動している。
- 安井 順平（やすい じゅんぺい　1974年3月4日 - ）

ボケ担当。アクシャン（2002年からコンビ活動休止中）のツッコミ担当。相方の杉崎は現在、俳優として活動中。

## 出演

### テレビ
- LIVE BANG!（テレビ東京）不定期（初回・2005年12月11日、2006年1月22日、3月11日）
- おでかけパレット!（東海テレビ放送）

### DVD
- WEL爆笑JAPANツアー（2005年12月7日発売）札幌MC